# Žikarce
Žikarce – wieś w Słowenii, w gminie Duplek. W 2018 roku liczyła 600 mieszkańców.